# دنور
دِنْوِر (به انگلیسی: Denver) (که به‌طور رسمی شهر و بخش دنور خوانده می‌شود) مرکز و پرجمعیت‌ترین شهر ایالت کلرادو در ایالات متحده می‌باشد. کلرادو در نزدیکی ساوت پلیت ریور و در لبه غربی‌های پلین در شرق سلسله جلویی کوه‌های راکی قرار دارد.

## ورزش
تیم دنور ناگتس از لیگ ان بی ای، تیم کلرادو رپیدز، و تیم دنور برانکوز از لیگ ان اف ال متعلق به این شهر هستند.

## ترابری
- دنور لایت ریل
- فرودگاه بین‌المللی دنور

## مراکز علمی-فرهنگی
- دانشگاه دنور

## مراکز دولتی
- کاپیتول ایالت کلرادو